# Гайдевей (Техас)
Гайдевей (англ. Hideaway) — місто (англ. city) в США, в окрузі Сміт штату Техас. Населення — 3201 особа (2020).

## Географія
Гайдевей розташований за координатами 32°29′41″ пн. ш. 95°27′23″ зх. д. / 32.49472° пн. ш. 95.45639° зх. д. (32.494623, -95.456465).  За даними Бюро перепису населення США в 2010 році місто мало площу 6,29 км², з яких 5,34 км² — суходіл та 0,96 км² — водойми.

## Демографія
Згідно з переписом 2010 року, у місті мешкали 3083 особи в 1444 домогосподарствах у складі 1056 родин. Густота населення становила 490 осіб/км².  Було 1676 помешкань (266/км²).
Расовий склад населення:
| - 97,6 % — білих - 0,4 % — азіатів - 0,3 % — корінних американців - 0,1 % — вихідців з тихоокеанських островів - 0,1 % — чорних або афроамериканців |

До двох чи більше рас належало 0,9 %. Частка іспаномовних становила 2,5 % від усіх жителів.
За віковим діапазоном населення розподілялося таким чином: 13,8 % — особи молодші 18 років, 42,0 % — особи у віці 18—64 років, 44,2 % — особи у віці 65 років та старші. Медіана віку мешканця становила 62,1 року. На 100 осіб жіночої статі у місті припадало 88,8 чоловіків;  на 100 жінок у віці від 18 років та старших — 84,9 чоловіків також старших 18 років.
Середній дохід на одне домашнє господарство  становив 76 197 доларів США (медіана — 69 110), а середній дохід на одну сім'ю — 84 772 долари (медіана — 88 824). Медіана доходів становила 54 423 долари для чоловіків та 37 071 долар для жінок. За межею бідності перебувало 3,9 % осіб, у тому числі 0,0 % дітей у віці до 18 років та 3,5 % осіб у віці 65 років та старших.
Цивільне працевлаштоване населення становило 1084 особи. Основні галузі зайнятості: фінанси, страхування та нерухомість — 25,5 %, освіта, охорона здоров'я та соціальна допомога — 23,2 %, виробництво — 10,8 %, науковці, спеціалісти, менеджери — 7,3 %.